# علامة ماين
علامة ماين (بالإنجليزية: Mayne's sign)‏ هي علامة طبية تُشير إلى وجود انخفاض بمقدار 15 ملم زئبق على الأقل في ضغط الدم الانبساطي عند رفع الذراع، وتحدث هذه العلامة في المرضى المُصابين بقصور الأبهر وإن كان لا ينبغي اعتبارها نتيجةً موثوقة.